# Olympische Sommerspiele 2016/Teilnehmer (Großbritannien)
| Gelbes Symbol für Goldmedaillen mit stilisierten Olympischen Ringen | Graues Symbol für Silbermedaillen mit stilisierten Olympischen Ringen | Braundes Symbol für Bronzemedaillen mit stilisierten Olympischen Ringen |
| ------------------------------------------------------------------- | --------------------------------------------------------------------- | ----------------------------------------------------------------------- |
| 27                                                                  | 23                                                                    | 17                                                                      |

Großbritannien nahm an den Olympischen Spielen 2016 in Rio de Janeiro teil. Es war die insgesamt 28. Teilnahme an Olympischen Sommerspielen.
Fahnenträger bei der Eröffnungsfeier war der Tennisspieler Andy Murray.

## Teilnehmer nach Sportarten

### Badminton
| Athleten                      | Wettbewerb | Gruppenphase                                                                                       | Gruppenphase                                                                 | Gruppenphase | Gruppenphase | Achtelfinale   | Achtelfinale              | Viertelfinale                   | Viertelfinale      | Halbfinale           | Halbfinale         | Finale             | Finale                    | Rang          |
| Athleten                      | Wettbewerb | Gegner                                                                                             | Ergebnis                                                                     | Punkte       | Rang         | Gegner         | Ergebnis                  | Gegner                          | Ergebnis           | Gegner               | Ergebnis           | Gegner             | Ergebnis                  | Rang          |
| ----------------------------- | ---------- | -------------------------------------------------------------------------------------------------- | ---------------------------------------------------------------------------- | ------------ | ------------ | -------------- | ------------------------- | ------------------------------- | ------------------ | -------------------- | ------------------ | ------------------ | ------------------------- | ------------- |
| Frauen                        |            | |                                                                              |              |              |                |                           |                                 |                    |                      |                    |                    |                           |               |
| Kirsty Gilmour                | Einzel     | Sabrina Jaquet Linda Setschiri                                                                     | 2:0 (21:17, 21:15) 1:2 (21:12, 17:21, 16:21)                                 | 96:86        | 2            | ausgeschieden  | ausgeschieden             | ausgeschieden                   | ausgeschieden      | ausgeschieden        | ausgeschieden      | ausgeschieden      | ausgeschieden             | ausgeschieden |
| Heather Olver Lauren Smith    | Doppel     | Vivian Hoo Kah Mun Woon Khe Wei Nitya Krishinda Maheswari Greysia Polii Poon Lok Yan Tse Ying Suet | 0:2 (17:21, 22:24) 0:2 (10:21, 13:22) 2:1 (21:17, 18:21, 21:16)              | 122:141      | 3            | –              | –                         | ausgeschieden                   | ausgeschieden      | ausgeschieden        | ausgeschieden      | ausgeschieden      | ausgeschieden             | ausgeschieden |
| Männer                        |            | |                                                                              |              |              |                |                           |                                 |                    |                      |                    |                    |                           |               |
| Rajiv Ouseph                  | Einzel     | Petr Koukal Shō Sasaki                                                                             | 2:0 (21:14, 21:18) 2:0 (21:15, 21:9)                                         | 84:56        | 1            | Tommy Sugiarto | 2:1 (21:13, 14:21, 21:16) | Viktor Axelsen                  | 0:2 (12:21, 16:21) | ausgeschieden        | ausgeschieden      | ausgeschieden      | ausgeschieden             | ausgeschieden |
| Marcus Ellis Chris Langridge  | Doppel     | Mathias Boe Carsten Mogensen Kim Gi-jung Kim Sa-rang Adam Cwalina Przemysław Wacha                 | 1:2 (9:21, 21:9, 16:21) 2:1 (17:21, 23:25, 18:21) 2:0 (21:18, 21:16)         | 151:147      | 2            | –              | –                         | Ken’ichi Hayakawa Hiroyuki Endō | 2:0 (21:19, 21:17) | Fu Haifeng Zhang Nan | 1:2 (14:21, 18:21) | Chai Biao Hong Wei | 2:1 (21:18, 19:21, 21:10) | Bronze        |
| Mixed                         |            | |                                                                              |              |              |                |                           |                                 |                    |                      |                    |                    |                           |               |
| Gabrielle Adcock Chris Adcock | Doppel     | Xu Chen Ma Jin Joachim Fischer Nielsen Christinna Pedersen Robert Mateusiak Nadieżda Zięba         | 1:2 (21:13, 20:22, 15:21) 2:1 (21:19, 22:24, 21:17) 1:2 (21:18, 25:27, 9:21) | 175:182      | 3            | –              | –                         | ausgeschieden                   | ausgeschieden      | ausgeschieden        | ausgeschieden      | ausgeschieden      | ausgeschieden             | ausgeschieden |

### Bogenschießen
| Athleten       | Wettbewerb | Qualifikation | Qualifikation | 1. Runde               | 1. Runde           | 2. Runde       | 2. Runde    | Achtelfinale            | Achtelfinale  | Viertelfinale | Viertelfinale | Halbfinale    | Halbfinale    | Finale        | Finale        | Rang |
| Athleten       | Wettbewerb | Ringe         | Rang          | Gegner                 | Ergebnis           | Gegner         | Ergebnis    | Gegner                  | Ergebnis      | Gegner        | Ergebnis      | Gegner        | Ergebnis      | Gegner        | Ergebnis      | Rang |
| -------------- | ---------- | ------------- | ------------- | ---------------------- | ------------------ | -------------- | ----------- | ----------------------- | ------------- | ------------- | ------------- | ------------- | ------------- | ------------- | ------------- | ---- |
| Frauen         |            |               |               |                        |                    |                |             |                         |               |               |               |               |               |               |               |      |
| Naomi Folkard  | Einzel     | 639           | 23            | Ika Yuliana Rochmawati | 6-5 (SO) (135:135) | Kaori Kawanaka | 6-0 (83:74) | Ane Marcelle dos Santos | 6-2 (104:97)  | Chang Hye-jin | 1-7 (86:89)   | ausgeschieden | ausgeschieden | ausgeschieden | ausgeschieden | 7    |
| Männer         |            |               |               |                        |                    |                |             |                         |               |               |               |               |               |               |               |      |
| Patrick Huston | Einzel     | 656           | 38            | Rick van der Ven       | 6–4 (136:136)      | Ku Bon-chan    | 0–6 (81:86) | ausgeschieden           | ausgeschieden | ausgeschieden | ausgeschieden | ausgeschieden | ausgeschieden | ausgeschieden | ausgeschieden | 17   |

### Boxen
| Athleten          | Wettbewerb                    | 1. Runde              | 1. Runde | Achtelfinale        | Achtelfinale  | Viertelfinale        | Viertelfinale | Halbfinale           | Halbfinale    | Finale           | Finale        | Rang          |
| Athleten          | Wettbewerb                    | Gegner                | Ergebnis | Gegner              | Ergebnis      | Gegner               | Ergebnis      | Gegner               | Ergebnis      | Gegner           | Ergebnis      | Rang          |
| ----------------- | ----------------------------- | --------------------- | -------- | ------------------- | ------------- | -------------------- | ------------- | -------------------- | ------------- | ---------------- | ------------- | ------------- |
| Frauen            |                               |                       |          |                     |               |                      |               |                      |               |                  |               |               |
| Nicola Adams      | Fliegengewicht bis 51 kg      | Freilos               | Freilos  | Freilos             | Freilos       | Tetjana Kob          | 3:0           | Ren Cancan           | 3:0           | Sarah Ourahmoune | 3:0           | Gold          |
| Savannah Marshall | Mittelgewicht bis 75 kg       | Freilos               | Freilos  | Anna Laurell        | 3:0           | Nouchka Fontijn      | 0:2           | ausgeschieden        | ausgeschieden | ausgeschieden    | ausgeschieden | ausgeschieden |
| Männer            |                               |                       |          |                     |               |                      |               |                      |               |                  |               |               |
| Galal Yafai       | Halbfliegengewicht bis 49 kg  | Simplice Fotsala      | 3:0      | Joahnys Argilagos   | 1:2           | ausgeschieden        | ausgeschieden | ausgeschieden        | ausgeschieden | ausgeschieden    | ausgeschieden | ausgeschieden |
| Muhammad Ali      | Fliegengewicht bis 52 kg      | Freilos               | Freilos  | Yoel Finol          | 0:3           | ausgeschieden        | ausgeschieden | ausgeschieden        | ausgeschieden | ausgeschieden    | ausgeschieden | ausgeschieden |
| Qais Ashfaq       | Bantamgewicht bis 56 kg       | Chatchai Butdee       | 0:3      | ausgeschieden       | ausgeschieden | ausgeschieden        | ausgeschieden | ausgeschieden        | ausgeschieden | ausgeschieden    | ausgeschieden | ausgeschieden |
| Joseph Cordina    | Leichtgewicht bis 60 kg       | Charly Suarez         | 2:1      | Xurshid Tojiboyev   | 0:2           | ausgeschieden        | ausgeschieden | ausgeschieden        | ausgeschieden | ausgeschieden    | ausgeschieden | ausgeschieden |
| Pat McCormack     | Halbweltergewicht bis 64 kg   | Abylaichan Schüssipow | 2:1      | Yasnier Toledo      | 1:2           | ausgeschieden        | ausgeschieden | ausgeschieden        | ausgeschieden | ausgeschieden    | ausgeschieden | ausgeschieden |
| Josh Kelly        | Weltergewicht bis 69 kg       | Walid Mohamed         | 3:0      | Danijar Jeleussinow | 0:3           | ausgeschieden        | ausgeschieden | ausgeschieden        | ausgeschieden | ausgeschieden    | ausgeschieden | ausgeschieden |
| Anthony Fowler    | Mittelgewicht bis 75 kg       | Schänibek Älimchanuly | 0:3      | ausgeschieden       | ausgeschieden | ausgeschieden        | ausgeschieden | ausgeschieden        | ausgeschieden | ausgeschieden    | ausgeschieden | ausgeschieden |
| Joshua Buatsi     | Halbschwergewicht bis 81 kg   | Kennedy Katende       | TKO      | Elshod Rasulov      | KO            | Abdelhafid Benchabla | 3:0           | Ädilbek Nijasymbetow | 0:3           | ausgeschieden    | ausgeschieden | Bronze        |
| Lawrence Okolie   | Schwergewicht bis 91 kg       | Igor Jakubowski       | 3:0      | Erislandy Savón     | 0:3           | ausgeschieden        | ausgeschieden | ausgeschieden        | ausgeschieden | ausgeschieden    | ausgeschieden | ausgeschieden |
| Joseph Joyce      | Superschwergewicht über 91 kg | Freilos               | Freilos  | Davilson Morais     | TKO           | Bahodir Jalolov      | 3:0           | Iwan Dytschko        | 3:0           | Tony Yoka        | 1:2           | Silber        |

### Fechten
| Athleten                                                   | Wettbewerb         | 1. Runde | 1. Runde | 2. Runde              | 2. Runde | Achtelfinale   | Achtelfinale  | Viertelfinale   | Viertelfinale | Halbfinale / Klassifikation | Halbfinale / Klassifikation | Finale / Platzierung | Finale / Platzierung | Rang          |
| Athleten                                                   | Wettbewerb         | Gegner   | Ergebnis | Gegner                | Ergebnis | Gegner         | Ergebnis      | Gegner          | Ergebnis      | Gegner                      | Ergebnis                    | Gegner               | Ergebnis             | Rang          |
| ---------------------------------------------------------- | ------------------ | -------- | -------- | --------------------- | -------- | -------------- | ------------- | --------------- | ------------- | --------------------------- | --------------------------- | -------------------- | -------------------- | ------------- |
| Männer                                                     |                    |          |          |                       |          |                |               |                 |               |                             |                             |                      |                      |               |
| James Davis                                                | Florett Einzel     | Freilos  | Freilos  | Mohamed Ayoub Ferjani | 15:7     | Timur Safin    | 10:15         | ausgeschieden   | ausgeschieden | ausgeschieden               | ausgeschieden               | ausgeschieden        | ausgeschieden        | ausgeschieden |
| Laurence Halsted                                           | Florett Einzel     | Freilos  | Freilos  | Chen Haiwei           | 9:15     | ausgeschieden  | ausgeschieden | ausgeschieden   | ausgeschieden | ausgeschieden               | ausgeschieden               | ausgeschieden        | ausgeschieden        | ausgeschieden |
| Richard Kruse                                              | Florett Einzel     | Freilos  | Freilos  | Victor Sintès         | 15:4     | Andrea Cassarà | 15:12         | Gerek Meinhardt | 15:13         | Alexander Massialas         | 9:15                        | Timur Safin          | 13:15                | 4             |
| James Davis Laurence Halsted Richard Kruse Marcus Mepstead | Florett Mannschaft | –        | –        | –                     | –        | –              | –             | Russland        | 43:45         | Ägypten                     | 45:43                       | China                | 38:45                | 6             |

### Gewichtheben
| Athleten      | Wettbewerb       | Reißen  | Reißen | Stoßen  | Stoßen | Zweikampf | Zweikampf | Rang |
| Athleten      | Wettbewerb       | Gewicht | Rang   | Gewicht | Rang   | Gewicht   | Rang      | Rang |
| ------------- | ---------------- | ------- | ------ | ------- | ------ | --------- | --------- | ---- |
| Frauen        |                  |         |        |         |        |           |           |      |
| Rebekah Tiler | Klasse bis 69 kg | 101 kg  | 9      | 126 kg  | 10     | 227 kg    | 10        | 10   |
| Männer        |                  |         |        |         |        |           |           |      |
| Sonny Webster | Klasse bis 94 kg | 148 kg  | 14     | 185 kg  | 13     | 333 kg    | 14        | 14   |

### Golf
| Athleten         | Runde 1 | Runde 2 | Runde 3 | Runde 4 | Gesamt | Par | Rang |
| ---------------- | ------- | ------- | ------- | ------- | ------ | --- | ---- |
| Frauen           |         |         |         |         |        |     |      |
| Charley Hull     | 68      | 66      | 74      | 68      | 276    | −8  | T7   |
| Catriona Matthew | 71      | 66      | 77      | 70      | 284    | E   | 29   |
| Männer           |         |         |         |         |        |     |      |
| Justin Rose      | 67      | 69      | 65      | 67      | 268    | −16 | Gold |
| Danny Willett    | 71      | 70      | 69      | 74      | 284    | E   | T37  |

### Hockey
| Wettbewerb    | Frauen | Männer |
| ------------- | --- | --- |
| Athleten      | Maddie Hinch Laura Unsworth Crista Cullen Hannah Macleod Georgie Twigg Helen Richardson-Walsh Susannah Townsend Kate Richardson-Walsh Sam Quek Alex Danson Giselle Ansley Sophie Bray Hollie Webb Shona McCallin Lily Owsley Nicola White | George Pinner David Ames Henry Weir Ashley Jackson Simon Mantell Harry Martin Alastair Brogdon Michael Hoare Samuel Ward Mark Gleghorne Adam Dixon Barry Middleton David Condon Iain Lewers Nicholas Catlin Daniel Fox Ian Sloan |
| Trainer       | Danny Kerry | Bobby Crutchley |
| Gruppenphase  | Australien 2:1 (1:0) Indien 3:0 (2:0) Argentinien 3:2 (2:0) Japan 2:0 (1:0) USA 2:1 (0:0) | Belgien 1:4 (1:1) Neuseeland 2:2 (2:2) Brasilien 9:1 (3:1) Australien 1:2 (0:0) Spanien 1:1 (1:1) |
| Viertelfinale | Spanien 3:1 (3:0) | ausgeschieden |
| Halbfinale    | Neuseeland 3:0 (1:0) | ausgeschieden |
| Finale        | Niederlande 3:3 (2:2), 2:0 n. PSO | ausgeschieden |
| Platzierung   | Gold | 9. Platz |

### Judo
| Athleten            | Wettbewerb | 1. Runde          | 1. Runde    | 2. Runde      | 2. Runde      | Viertelfinale | Viertelfinale | Halbfinale / Trostrunde | Halbfinale / Trostrunde | Finale / Platz 3 | Finale / Platz 3 | Rang   |
| Athleten            | Wettbewerb | Gegner            | Ergebnis    | Gegner        | Ergebnis      | Gegner        | Ergebnis      | Gegner                  | Ergebnis                | Gegner           | Ergebnis         | Rang   |
| ------------------- | ---------- | ----------------- | ----------- | ------------- | ------------- | ------------- | ------------- | ----------------------- | ----------------------- | ---------------- | ---------------- | ------ |
| Frauen              |            |                   |             |               |               |               |               |                         |                         |                  |                  |        |
| Nekoda Smythe-Davis | bis 57 kg  | S. Filzmoser      | 011s1:000s0 | A. Pavia      | 000s3:001s3   | ausgeschieden | ausgeschieden | ausgeschieden           | ausgeschieden           | ausgeschieden    | ausgeschieden    | 9      |
| Alice Schlesinger   | bis 63 kg  | J.-y. Bak         | 100s0:000s0 | A. van Emden  | 000s1:000s0   | ausgeschieden | ausgeschieden | ausgeschieden           | ausgeschieden           | ausgeschieden    | ausgeschieden    | 9      |
| Sally Conway        | bis 70 kg  | H. Miled          | 100s0:000s0 | G. Emane      | 100s1:001s0   | L. Bolder     | 100s0:000s1   | Y. Alvear               | 000s0:010s0 (GS)        | B. Graf          | 001s2:000s0      | Bronze |
| Natalie Powell      | bis 78 kg  | Freilos           | Freilos     | S.M. Mazouz   | 100s1:00s2    | A. Tcheuméo   | 000s2:000s0   | L. Malzahn              | 000s0:100s1             | ausgeschieden    | ausgeschieden    | 7      |
| Männer              |            |                   |             |               |               |               |               |                         |                         |                  |                  |        |
| Ashley McKenzie     | bis 60 kg  | B. Özlü           | 003s2:000s1 | Y. Smetov     | 000s0:001s0   | ausgeschieden | ausgeschieden | ausgeschieden           | ausgeschieden           | ausgeschieden    | ausgeschieden    | 9      |
| Colin Oates         | bis 66 kg  | K. Le Blouch      | 000s3:000s2 | ausgeschieden | ausgeschieden | ausgeschieden | ausgeschieden | ausgeschieden           | ausgeschieden           | ausgeschieden    | ausgeschieden    | 17     |
| Benjamin Fletcher   | bis 100 kg | B. Ghwiniaschwili | 000s1:100s1 | ausgeschieden | ausgeschieden | ausgeschieden | ausgeschieden | ausgeschieden           | ausgeschieden           | ausgeschieden    | ausgeschieden    | 17     |

### Kanu

#### Kanurennsport
| Athleten                                                  | Wettbewerb | Vorlauf      | Vorlauf | Halbfinale   | Halbfinale | Finale       | Finale | Rang   |
| Athleten                                                  | Wettbewerb | Zeit         | Rang    | Zeit         | Rang       | Zeit         | Rang   | Rang   |
| --------------------------------------------------------- | ---------- | ------------ | ------- | ------------ | ---------- | ------------ | ------ | ------ |
| Frauen                                                    |            |              |         |              |            |              |        |        |
| Jessica Walker                                            | K-1 200 m  | 41,123 s     | 5       | 41,483 s     | 4          | 42,205 s     | 7      | 15     |
| Rachel Cawthorn                                           | K-1 500 m  | 1:56,612 min | 4       | 1:58,410 min | 6          | 1:58,470 min | 7      | 15     |
| Lani Belcher Angela Hannah                                | K-2 500 m  | 1:53,948 min | 8       | 1:49,285 min | 7          | 1:54,193 min | 7      | 15     |
| Rachel Cawthorn Louisa Gurski Rebeka Simon Jessica Walker | K-4 500 m  | 1:36,853 min | 5       | 1:36,254 min | 2          | 1:40,043 min | 7      | 7      |
| Männer                                                    |            |              |         |              |            |              |        |        |
| Liam Heath                                                | K-1 200 m  | 34,327 s     | 1       | 34,076 s     | 1          | 35,197 s     | 1      | Gold   |
| Liam Heath Jon Schofield                                  | K-2 200 m  | 31,534 s     | 3       | 31,899 s     | 1          | 32,368 s     | 2      | Silber |

#### Kanuslalom
| Athleten                        | Wettbewerb | Vorlauf  | Vorlauf | Halbfinale | Halbfinale | Finale   | Finale | Rang   |
| Athleten                        | Wettbewerb | Zeit     | Rang    | Zeit       | Rang       | Zeit     | Rang   | Rang   |
| ------------------------------- | ---------- | -------- | ------- | ---------- | ---------- | -------- | ------ | ------ |
| Frauen                          |            |          |         |            |            |          |        |        |
| Fiona Pennie                    | K-1        | 100,52 s | 3       | 101,81 s   | 2          | 105,70 s | 6      | 6      |
| Männer                          |            |          |         |            |            |          |        |        |
| Joseph Clarke                   | K-1        | 86,95 s  | 2       | 90,67 s    | 3          | 88,53 s  | 1      | Gold   |
| David Florence                  | C-1        | 94,11 s  | 3       | 99,36 s    | 7          | 109,00 s | 10     | 10     |
| David Florence Richard Hounslow | C-2        | 103,27 s | 3       | 109,60 s   | 3          | 102,01 s | 2      | Silber |

### Leichtathletik
Laufen und Gehen 
| Athleten                                                                       | Wettbewerb        | Runde 1         | Runde 1         | Halbfinale      | Halbfinale      | Finale          | Finale          | Rang            |
| Athleten                                                                       | Wettbewerb        | Zeit            | Rang            | Zeit            | Rang            | Zeit            | Rang            | Rang            |
| ------------------------------------------------------------------------------ | ----------------- | --------------- | --------------- | --------------- | --------------- | --------------- | --------------- | --------------- |
| Frauen                                                                         |                   |                 |                 |                 |                 |                 |                 |                 |
| Desiree Henry                                                                  | 100 m             | 11,08 s         | 4               | 11,09 s         | 12              | ausgeschieden   | ausgeschieden   | 12              |
| Daryll Neita                                                                   | 100 m             | 11,41 s         | 25              | ausgeschieden   | ausgeschieden   | ausgeschieden   | ausgeschieden   | 25              |
| Asha Philip                                                                    | 100 m             | 11,34 s         | 19              | 11,33 s         | 23              | ausgeschieden   | ausgeschieden   | 23              |
| Dina Asher-Smith                                                               | 200 m             | 22,77 s         | 15              | 22,49 s         | 8               | 22,31 s         | 5               | 5               |
| Jodie Williams                                                                 | 200 m             | 22,69 s         | 12              | 22,99 s         | 22              | ausgeschieden   | ausgeschieden   | 22              |
| Seren Bundy-Davies                                                             | 400 m             | 53,63 s         | 49              | ausgeschieden   | ausgeschieden   | ausgeschieden   | ausgeschieden   | 49              |
| Emily Diamond                                                                  | 400 m             | 51,76 s         | 18              | 51,49 s         | 14              | ausgeschieden   | ausgeschieden   | 14              |
| Christine Ohuruogu                                                             | 400 m             | 51,40 s         | 11              | 51,22 s         | 13              | ausgeschieden   | ausgeschieden   | 13              |
| Shelayna Oskan-Clarke                                                          | 800 m             | 1:56,67 min     | 9               | 1:59,45 min     | 10              | ausgeschieden   | ausgeschieden   | 11              |
| Lynsey Sharp                                                                   | 800 m             | 2:00,83 min     | 30              | 1:58,65 min     | 2               | 1:57,69 min     | 6               | 6               |
| Laura Muir                                                                     | 1500 m            | 4:06,53 min     | 3               | 4:04,16 min     | 4               | 4:12,88 min     | 7               | 7               |
| Laura Weightman                                                                | 1500 m            | 4:08,37 min     | 15              | 4:05,28 min     | 9               | 4:14,95 min     | 11              | 11              |
| Eilish McColgan                                                                | 5000 m            | 15:18,20 min    | 5               | –               | –               | 15:12,09 min    | 13              | 13              |
| Stephanie Twell                                                                | 5000 m            | 15:25,90 min    | 16              | –               | –               | ausgeschieden   | ausgeschieden   | 16              |
| Laura Whittle                                                                  | 5000 m            | 15:31,30 min    | 21              | –               | –               | ausgeschieden   | ausgeschieden   | 21              |
| Jess Andrews                                                                   | 10.000 m          | –               | –               | –               | –               | 31:35,92 min    | 16              | 16              |
| Joanne Pavey                                                                   | 10.000 m          | –               | –               | –               | –               | 31:33,44 min    | 15              | 15              |
| Beth Potter                                                                    | 10.000 m          | –               | –               | –               | –               | 33:04,34 min    | 34              | 34              |
| Alyson Dixon                                                                   | Marathon          | –               | –               | –               | –               | 2:34:11 h       | 28              | 28              |
| Sonia Samuels                                                                  | Marathon          | –               | –               | –               | –               | 2:34:36 h       | 30              | 30              |
| Cindy Ofili                                                                    | 100 m Hürden      | 12,75 s         | 5               | 12,71 s         | 6               | 12,63 s         | 4               | 4               |
| Tiffany Porter                                                                 | 100 m Hürden      | 12,87 s         | 14              | 12,82 s         | 8               | 12,76 s         | 6               | 6               |
| Eilidh Doyle                                                                   | 400 m Hürden      | 55,46 s         | 5               | 54,99 s         | 8               | 54,61 s         | 8               | 8               |
| Lennie Waite                                                                   | 3000 m Hindernis  | 10:14,18 min    | 51              | –               | –               | ausgeschieden   | ausgeschieden   | 51              |
| Daryll Neita Asha Philip Desiree Henry Dina Asher-Smith                        | 4 × 100-m-Staffel | 41,93 s         | 3               | –               | –               | 41,77 s         | 3               | Bronze          |
| Emily Diamond Eilidh Doyle Anyika Onuora Christine Ohuruogu Kelly Massey       | 4 × 400-m-Staffel | 3:24,81 min     | 4               | –               | –               | 3:25,88 min     | 3               | Bronze          |
| Männer                                                                         |                   |                 |                 |                 |                 |                 |                 |                 |
| James Dasaolu                                                                  | 100 m             | 10,18 s         | 19              | 10,16 s         | 20              | ausgeschieden   | ausgeschieden   | 20              |
| James Ellington                                                                | 100 m             | 10,29 s         | 40              | ausgeschieden   | ausgeschieden   | ausgeschieden   | ausgeschieden   | 40              |
| Chijindu Ujah                                                                  | 100 m             | 10,13 s         | 8               | 10,01 s         | 7               | ausgeschieden   | ausgeschieden   | 9               |
| Adam Gemili                                                                    | 200 m             | 20,20 s         | 8               | 20,08 s         | 6               | 20,119 s        | 4               | 4               |
| Nethaneel Mitchell-Blake                                                       | 200 m             | 20,24 s         | 12              | 20,25 s         | 11              | ausgeschieden   | ausgeschieden   | 11              |
| Danny Talbot                                                                   | 200 m             | 20,27 s         | 13              | 20,25 s         | 11              | ausgeschieden   | ausgeschieden   | 11              |
| Matthew Hudson-Smith                                                           | 400 m             | 45,26 s         | 8               | 44,48 s         | 7               | 44,61 s         | 8               | 8               |
| Martyn Rooney                                                                  | 400 m             | 45,60 s         | 22              | ausgeschieden   | ausgeschieden   | ausgeschieden   | ausgeschieden   | 26              |
| Rabah Yousif                                                                   | 400 m             | nicht gestartet | nicht gestartet | nicht gestartet | nicht gestartet | nicht gestartet | nicht gestartet | nicht gestartet |
| Elliot Giles                                                                   | 800 m             | 1:47,88 min     | 29              | ausgeschieden   | ausgeschieden   | ausgeschieden   | ausgeschieden   | 35              |
| Michael Rimmer                                                                 | 800 m             | 1:45,99 min     | 7               | 1:46,80 min     | 23              | ausgeschieden   | ausgeschieden   | 23              |
| Charlie Grice                                                                  | 1500 m            | 3:38,41 min     | 34              | 3:40,05 min     | 9               | 3:51,73 min     | 12              | 12              |
| Chris O’Hare                                                                   | 1500 m            | 3:39,36 min     | 13              | 3:40,93 min     | 22              | ausgeschieden   | ausgeschieden   | 23              |
| Andrew Butchart                                                                | 5000 m            | 13:20,08 min    | 5               | –               | –               | 13:08,61 min    | 6               | 6               |
| Mo Farah                                                                       | 5000 m            | 13:25,25 min    | 15              | –               | –               | 13:03,30 min    | 1               | Gold            |
| Tom Farrell                                                                    | 5000 m            | 14:11,65 min    | 32              | –               | –               | ausgeschieden   | ausgeschieden   | 32              |
| Mo Farah                                                                       | 10.000 m          | –               | –               | –               | –               | 27:05,17 min    | 1               | Gold            |
| Ross Millington                                                                | 10.000 m          | –               | –               | –               | –               | 29:14,95 min    | 31              | 31              |
| Andrew Vernon                                                                  | 10.000 m          | –               | –               | –               | –               | 28:19,36 min    | 25              | 25              |
| Callum Hawkins                                                                 | Marathon          | –               | –               | –               | –               | 2:11:52 h       | 9               | 9               |
| Derek Hawkins                                                                  | Marathon          | –               | –               | –               | –               | 2:29:24 h       | 114             | 114             |
| Tsegai Tewelde                                                                 | Marathon          | –               | –               | –               | –               | nicht beendet   | nicht beendet   | –               |
| Tom Bosworth                                                                   | 20 km Gehen       | –               | –               | –               | –               | 1:20:13 h       | 6               | 6               |
| Dominic King                                                                   | 50 km Gehen       | –               | –               | –               | –               | disqualifiziert | disqualifiziert | –               |
| Laurence Clarke                                                                | 110 m Hürden      | 13,55 s         | 14              | 13,47 s         | 11              | ausgeschieden   | ausgeschieden   | 11              |
| Andrew Pozzi                                                                   | 110 m Hürden      | 13,50 s         | 8               | 13,67 s         | 18              | ausgeschieden   | ausgeschieden   | 18              |
| Jack Green                                                                     | 400 m Hürden      | 48,96 s         | 11              | 49,54 s         | 19              | ausgeschieden   | ausgeschieden   | 19              |
| Sebastian Rodger                                                               | 400 m Hürden      | 49,54 s         | 23              | ausgeschieden   | ausgeschieden   | ausgeschieden   | ausgeschieden   | 24              |
| Rob Mullett                                                                    | 3000 m Hindernis  | 8:48,19 min     | 36              | –               | –               | ausgeschieden   | ausgeschieden   | 36              |
| James Ellington Chijindu Ujah Adam Gemili Richard Kilty Harry Aikines-Aryeetey | 4 × 100-m-Staffel | 38,06 s         | 7               | –               | –               | 37,98 s         | 5               | 5               |
| Nigel Levine Matthew Hudson-Smith Delano Williams Martyn Rooney                | 4 × 400-m-Staffel | disqualifiziert | disqualifiziert | –               | –               | ausgeschieden   | ausgeschieden   | –               |

 Springen und Werfen 
| Athleten        | Wettbewerb     | Qualifikation | Qualifikation | Finale        | Finale        | Rang   |
| Athleten        | Wettbewerb     | Weite/Höhe    | Rang          | Weite/Höhe    | Rang          | Rang   |
| --------------- | -------------- | ------------- | ------------- | ------------- | ------------- | ------ |
| Frauen          |                |               |               |               |               |        |
| Morgan Lake     | Hochsprung     | 1,94 m        | 15            | 1,93 m        | 10            | 10     |
| Holly Bradshaw  | Stabhochsprung | 4,60 m        | 2             | 4,70 m        | 5             | 5      |
| Shara Proctor   | Weitsprung     | 6,36 m        | 21            |               |               | 21     |
| Jazmin Sawyers  | Weitsprung     | 6,53 m        | 12            | 6,69 m        | 8             | 8      |
| Lorraine Ugen   | Weitsprung     | 6,65 m        | 7             | 6,58 m        | 11            | 11     |
| Jade Lally      | Diskuswurf     | 54,06 m       | 28            | ausgeschieden | ausgeschieden | 28     |
| Sophie Hitchon  | Hammerwurf     | 70,37 m       | 11            | 74,54 m       | 3             | Bronze |
| Männer          |                |               |               |               |               |        |
| Chris Baker     | Hochsprung     | 2,26 m        | 16            | ausgeschieden | ausgeschieden | 16     |
| Robert Grabarz  | Hochsprung     | 2,29 m        | 5             | 2,33 m        | 4             | 4      |
| Luke Cutts      | Stabhochsprung | 5,45 m        | 22            | ausgeschieden | ausgeschieden | 22     |
| Greg Rutherford | Weitsprung     | 7,90 m        | 10            | 8,29 m        | 3             | Bronze |
| Chris Bennett   | Hammerwurf     | 71,32 m       | 19            | ausgeschieden | ausgeschieden | 19     |
| Mark Dry        | Hammerwurf     | 71,03 m       | 21            | ausgeschieden | ausgeschieden | 21     |
| Nick Miller     | Hammerwurf     | 70,83 m       | 22            | ausgeschieden | ausgeschieden | 22     |

 Mehrkampf 
| Athletinnen               | 100 m Hürden | 100 m Hürden | Hochsprung | Hochsprung | Kugelstoßen | Kugelstoßen | 200 m   | 200 m  | Weitsprung | Weitsprung | Speerwurf | Speerwurf | 800 m       | 800 m  | Punkte | Rang   |
| Athletinnen               | Zeit         | Punkte       | Höhe       | Punkte     | Weite       | Punkte      | Zeit    | Punkte | Weite      | Punkte     | Weite     | Punkte    | Zeit        | Punkte | Punkte | Rang   |
| ------------------------- | ------------ | ------------ | ---------- | ---------- | ----------- | ----------- | ------- | ------ | ---------- | ---------- | --------- | --------- | ----------- | ------ | ------ | ------ |
| Siebenkampf Frauen        |              |              |            |            |             |             |         |        |            |            |           |           |             |        |        |        |
| Jessica Ennis-Hill        | 12,84 s      | 1149         | 1,89 m     | 1093       | 13,86 m     | 785         | 23,49 s | 1030   | 6,34 m     | 956        | 46,06 m   | 784       | 2:09,07 min | 978    | 6775   | Silber |
| Katarina Johnson-Thompson | 13,48 s      | 1053         | 1,98 m     | 1211       | 11,68 m     | 640         | 23,26 s | 1053   | 6,51 m     | 1010       | 36,36 m   | 598       | 2:10,47 min | 958    | 6523   | 6      |

### Moderner Fünfkampf
| Athleten        | Fechten | Fechten | Schwimmen   | Schwimmen | Reiten | Reiten | Combined     | Combined | Punkte | Rang |
| Athleten        | Bilanz  | Punkte  | Zeit        | Punkte    | Zeit   | Punkte | Zeit         | Punkte   | Punkte | Rang |
| --------------- | ------- | ------- | ----------- | --------- | ------ | ------ | ------------ | -------- | ------ | ---- |
| Frauen          |         |         |             |           |        |        |              |          |        |      |
| Kate French     | 17:18   | 202     | 2:16,17 min | 292       | 0      | 300    | 12:43,08 min | 537      | 1331   | 5    |
| Samantha Murray | 14:21   | 192     | 2:10,81 min | 308       | 21     | 279    | 12:38,54 min | 542      | 1321   | 8    |
| Männer          |         |         |             |           |        |        |              |          |        |      |
| Joseph Choong   | 22:13   | 222     | 1:58,50 min | 345       | 7      | 293    | 11:51,59 min | 589      | 1451   | 9    |
| James Cooke     | 14:21   | 184     | 1:55,60 min | 354       | 7      | 288    | 11:31,07 min | 609      | 1436   | 14   |

### Radsport

#### Bahn
| Athleten                                                                                   | Wettbewerb            | Qualifikation                      | Qualifikation | Finals            | Finals        | Rang          |
| Athleten                                                                                   | Wettbewerb            | Zeit                               | Rang          | Zeit              | Rang          | Rang          |
| ------------------------------------------------------------------------------------------ | --------------------- | ---------------------------------- | ------------- | ----------------- | ------------- | ------------- |
| Frauen                                                                                     |                       |                                    |               |                   |               |               |
| Rebecca James                                                                              | Sprint                | 10,721 s (OR)                      | 1             | Finale            | 2             | Silber        |
| Katy Marchant                                                                              | Sprint                | 10,787 s                           | 2             | Finale            | 3             | Bronze        |
| Rebecca James                                                                              | Keirin                | –                                  | 1             | –                 | 2             | Silber        |
| Katie Archibald Elinor Barker Laura Trott Joanna Rowsell-Shand Ersatzfahrerin: Ciara Horne | Mannschaftsverfolgung | 4:13,260 min (WR)                  | 1             | 4:10,236 min (WR) | 1             | Gold          |
| Männer                                                                                     |                       |                                    |               |                   |               |               |
| Jason Kenny                                                                                | Sprint                | 9,551 s (OR)                       | 1             | 10,164 s 9,916 s  | 1             | Gold          |
| Callum Skinner                                                                             | Sprint                | 9,703 s                            | 2             | Finale A          | 2             | Silber        |
| Jason Kenny                                                                                | Keirin                | –                                  | 1             | –                 | 1             | Gold          |
| Callum Skinner                                                                             | Keirin                | –                                  | 6             | ausgeschieden     | ausgeschieden | ausgeschieden |
| Jason Kenny Callum Skinner Philip Hindes                                                   | Teamsprint            | 42,562 s (OR) 1. R.: 42,640 s (QG) | 1             | 42,440 s (OR)     | 1             | Gold          |
| Steven Burke Ed Clancy Owain Doull Bradley Wiggins Ersatzfahrer: Mark Cavendish            | Mannschaftsverfolgung | 3:51,943 min (QG)                  | 1             | 3:50,265 (WR)     | 1             | Gold          |

- QG = qualifiziert für das Finale um Gold; QB = qualifiziert für das kleine Finale um Bronze; OR = Olympischer Rekord

Omnium
| Frauen         |   |    |   |    |   |    |   |    |   |    |   |    |     |        |
| Laura Trott    | 2 | 38 | 1 | 40 | 1 | 40 | 2 | 38 | 1 | 40 | 7 | 34 | 230 | Gold   |
| Omnium Männer  |   |    |   |    |   |    |   |    |   |    |   |    |     |        |
| Mark Cavendish | 6 | 30 | 2 | 38 | 7 | 28 | 6 | 30 | 3 | 36 | 4 | 32 | 194 | Silber |

#### Straße
| Athleten          | Wettbewerb       | Zeit           | Rang          |
| ----------------- | ---------------- | -------------- | ------------- |
| Frauen            |                  |                |               |
| Lizzie Armitstead | Straßenrennen    | 3:51:47 h      | 5             |
| Nikki Harris      | Straßenrennen    | nicht beendet  | nicht beendet |
| Emma Pooley       | Straßenrennen    | nicht beendet  | nicht beendet |
| Emma Pooley       | Einzelzeitfahren | 46:31,98 min   | 6             |
| Männer            |                  |                |               |
| Steve Cummings    | Straßenrennen    | nicht beendet  | nicht beendet |
| Chris Froome      | Straßenrennen    | 6:13:03 h      | 12            |
| Ian Stannard      | Straßenrennen    | nicht beendet  | nicht beendet |
| Geraint Thomas    | Straßenrennen    | 6:12:34 h      | 11            |
| Adam Yates        | Straßenrennen    | 6:13:08 h      | 15            |
| Chris Froome      | Einzelzeitfahren | 1:13:17,54 min | Bronze        |
| Geraint Thomas    | Einzelzeitfahren | 1:14:52,85 min | 9             |

#### Mountainbike
| Athleten       | Wettbewerb    | Zeit      | Rang |
| -------------- | ------------- | --------- | ---- |
| Männer         |               |           |      |
| Grant Ferguson | Cross-Country | 1:39:10 h | 7    |

#### BMX
| Athleten      | Wettbewerb | Qualifikation | Qualifikation | Viertelfinale | Viertelfinale | Halbfinale    | Halbfinale    | Finale        | Finale        | Rang          |
| Athleten      | Wettbewerb | Zeit          | Rang          | Punkte        | Rang          | Punkte        | Rang          | Zeit          | Rang          | Rang          |
| ------------- | ---------- | ------------- | ------------- | ------------- | ------------- | ------------- | ------------- | ------------- | ------------- | ------------- |
| Männer        |            |               |               |               |               |               |               |               |               |               |
| Kyle Evans    | Race       | 35,776 s      | 21            | 19            | 7             | ausgeschieden | ausgeschieden | ausgeschieden | ausgeschieden | ausgeschieden |
| Liam Phillips | Race       | 35,095 s      | 10            | 28            | 8             | ausgeschieden | ausgeschieden | ausgeschieden | ausgeschieden | ausgeschieden |

### Reiten
| Dressur |            |            |            |              |         |        |
| Athleten | Wettbewerb | Prozent    | Prozent    | Prozent      | Prozent | Rang   |
| Athleten | Wettbewerb | Grand Prix | GP Spécial | Durchschnitt | GP Kür  | Rang   |
| Spencer Wilton mit Super Nova II                                                                                    | Einzel     | 72,686     | 73,613     | –            | –       | 21     |
| Fiona Bigwood mit Orthilia                                                                                          | Einzel     | 77,157     | 74,342     | –            | 76,018  | 17     |
| Carl Hester mit Nip Tuck                                                                                            | Einzel     | 75,529     | 76,485     | –            | 82,553  | 7      |
| Charlotte Dujardin mit Valegro                                                                                      | Einzel     | 85,071     | 82,983     | –            | 93,857  | Gold   |
| Spencer Wilton mit Super Nova II Fiona Bigwood mit Orthilia Carl Hester mit Nip Tuck Charlotte Dujardin mit Valegro | Mannschaft | ⌀ 79,252   | ⌀ 77,937   | 78,595       |         | Silber |

| Springen |            |                  |               |               |              |              |      |
| Athleten | Wettbewerb | Strafpunkte      | Strafpunkte   | Strafpunkte   | Strafpunkte  | Strafpunkte  | Rang |
| Athleten | Wettbewerb | 1. Qualifikation | Nationenpreis | Nationenpreis | Einzelfinale | Einzelfinale | Rang |
| Athleten | Wettbewerb | 1. Qualifikation | 1. Umlauf     | 2. Umlauf     | 1. Umlauf    | 2. Umlauf    | Rang |
| Nick Skelton mit Big Star                                                                                   | Einzel     | (4)              | (4)           | (5)           | (0)          | (0)          | Gold |
| Ben Maher mit Tic Tac                                                                                       | Einzel     | (4)              | (4)           | (1)           | (4)          | (17)         | 25   |
| Michael Whitaker mit Cassionato                                                                             | Einzel     | (4)              | (5)           | Aufgabe       | –            | –            | –    |
| John Whitaker mit Ornellaia                                                                                 | Einzel     | (0)              | (23)          | –             | –            | –            | 57   |
| Nick Skelton mit Big Star Ben Maher mit Tic Tac Michael Whitaker mit Cassionato John Whitaker mit Ornellaia | Mannschaft | (8)              | (13)          | –             | –            | –            | 12   |

| Vielseitigkeit |            |                     |                     |          |          |                    |      |
| Athleten | Wettbewerb | Minuspunkte Dressur | Minuspunkte Gelände | Springen | Springen | Minuspunkte Gesamt | Rang |
| Gemma Tattersall mit Quicklook V                                                                                           | Einzel     | 47,20               | 89,60               | 4,00     | –        | 140,80             | 41   |
| Kitty King mit Ceylor | Einzel     | 46,80               | 53,60               | 0,00     | –        | 100,40             | 30   |
| Pippa Funnell mit Billy the Biz                                                                                            | Einzel     | 43,90               | 40,40               | 0,00     | –        | 84,30              | 26   |
| William Fox-Pitt mit Chilli Morning                                                                                        | Einzel     | 37,00               | 30,40               | 0,00     | 0,00     | 67,40              | 12   |
| Gemma Tattersall mit Quicklook V Kitty King mit Ceylor Pippa Funnell mit Billy the Biz William Fox-Pitt mit Chilli Morning | Mannschaft |                     |                     |          |          | 252,10             | 5    |

### Rudern
| Athleten | Wettbewerb                            | Vorlauf     | Vorlauf | Vorlauf       | Hoffnungslauf | Hoffnungslauf | Hoffnungslauf | Viertelfinale | Viertelfinale | Viertelfinale | Halbfinale  | Halbfinale | Halbfinale    | Finale      | Finale | Rang   |
| Athleten | Wettbewerb                            | Zeit        | Platz   | Qualifikation | Zeit          | Platz         | Qualifikation | Zeit          | Platz         | Qualifikation | Zeit        | Platz      | Qualifikation | Zeit        | Platz  | Rang   |
| --- | ------------------------------------- | ----------- | ------- | ------------- | ------------- | ------------- | ------------- | ------------- | ------------- | ------------- | ----------- | ---------- | ------------- | ----------- | ------ | ------ |
| Frauen |                                       |             |         |               |               |               |               |               |               |               |             |            |               |             |        |        |
| Helen Glover Heather Stanning | Zweier ohne Steuerfrau                | 7:05,05 min | 1       | Halbfinale    | –             | –             | –             | –             | –             | –             | 7:18,69 min | 1          | Finale        | 7:18,29 min | 1      | Gold   |
| Katherine Grainger Victoria Thornley | Doppelzweier                          | 7:05,32 min | 2       | Halbfinale    | –             | –             | –             | –             | –             | –             | 6:52,47 min | 2          | Finale        | 7:41,05 min | 2      | Silber |
| Katherine Copeland Charlotte Taylor | Leichtgewichts-Doppelzweier           | 7:10,25 min | 5       | Hoffnungslauf | 8:05,70 min   | 3             | Halbfinale C  | –             | –             | –             | 7:59,11 min | 1          | C-Finale      | 7:37,89 min | 2      | 14     |
| Karen Bennett Olivia Carnegie-Brown Jessica Eddie Catherine Greves Frances Houghton Zoe Lee Polly Swann Melanie Wilson Zoe de Toledo (Stf.) | Achter                                | 6:09,52 min | 1       | Finale        | –             | –             | –             | –             | –             | –             | –           | –          | –             | 6:03,98 min | 2      | Silber |
| Männer |                                       |             |         |               |               |               |               |               |               |               |             |            |               |             |        |        |
| Alan Campbell | Einer                                 | 7:08,31 min | 1       | Viertelfinale | –             | –             | –             | 6:49,41 min   | 2             | Halbfinale    | 7:09,54 min | 4          | B-Finale      | DNS min     | 6      | 12     |
| Stewart Innes Alan Sinclair | Zweier ohne Steuermann                | 6:50,77 min | 2       | Halbfinale    | –             | –             | –             | –             | –             | –             | 6:26,37 min | 2          | Finale        | 7:07,99 min | 4      | 4      |
| John Collins Jonathan Walton | Doppelzweier                          | 6:43,93 min | 4       | Hoffnungslauf | 6:19,60 min   | 1             | Halbfinale    | –             | –             | –             | 6:13,83 min | 3          | Finale        | 7:01,25 min | 5      | 5      |
| Richard Chambers William Fletcher | Leichtgewichts-Doppelzweier           | 6:25,62 min | 2       | Halbfinale    | –             | –             | –             | –             | –             | –             | 6:38,76 min | 4          | B-Finale      | 6:28,81 min | 1      | 7      |
| Alex Gregory Constantine Louloudis George Nash Mohamed Sbihi                                                                                | Vierer ohne Steuermann                | 5:55,59 min | 1       | Halbfinale    | –             | –             | –             | –             | –             | –             | 6:17,13 min | 1          | Finale        | 5:58,61 min | 1      | Gold   |
| Mark Aldred Chris Bartley Peter Chambers Jono Clegg                                                                                         | Leichtgewichts-Vierer ohne Steuermann | 6:01,27 min | 2       | Halbfinale    | –             | –             | –             | –             | –             | –             | 6:10,46 min | 4          | B-Finale      | 6:31,54 min | 1      | 7      |
| Angus Groom Peter Lambert Sam Townsend Jack Beaumont                                                                                        | Doppelvierer                          | 5:52,77 min | 4       | Hoffnungslauf | 5:53,10 min   | 2             | Finale        | –             | –             | –             | –           | –          | –             | 6:13,08 min | 5      | 5      |
| Paul Bennett Scott Durant Matthew Gotrel Matt Langridge Tom Ransley Peter Reed William Satch Andrew Triggs Hodge Phelan Hill (Stm.)         | Achter                                | 5:34,23 min | 1       | Finale        | –             | –             | –             | –             | –             | –             | –           | –          | –             | 5:29,63 min | 1      | Gold   |

### Rugby
| Wettbewerb      | Frauen | Männer |
| --------------- | --- | --- |
| Athleten        | Claire Allan Abbie Brown Alice Richardson Katy McLean Emily Scarratt Heather Fisher Danielle Waterman Amy Wilson-Hardy Emily Scott Natasha Hunt Joanne Watmore Jasmine Joyce | Sam Cross Mark Bennett Dan Bibby Phil Burgess James Davies Ollie Lindsay-Hague Ruaridh McConnochie Tom Mitchell Dan Norton Mark Robertson James Rodwell Marcus Watson |
| Trainer         | Simon Middleton | Simon Amor |
| Gruppenphase    | Brasilien (29:3) Japan (40:0) Kanada (22:0) | Kenia (31:7) Japan (21:9) Neuseeland (21:19) |
| Viertelfinale   | Fidschi (26:7) | Argentinien (5:0 n. V.) |
| Halbfinale      | Neuseeland (7:25) | Südafrika (7:5) |
| Finale          | – | Fidschi (7:43) |
| Spiel um Bronze | Kanada (10:33) | – |
| Platzierung     | 4. Platz | Silber |

### Segeln
Fleet Race
| Athleten                          | Wettbewerb      | Qualifikation | Qualifikation | Medal Race | Medal Race | Punkte | Rang   |
| Athleten                          | Wettbewerb      | Punkte        | Rang          | Punkte     | Rang       | Punkte | Rang   |
| --------------------------------- | --------------- | ------------- | ------------- | ---------- | ---------- | ------ | ------ |
| Frauen                            |                 |               |               |            |            |        |        |
| Bryony Shaw                       | Windsurfen RS:X | 71            | 8             | 12         | 6          | 83     | 9      |
| Alison Young                      | Laser Radial    | 91            | 8             | 2          | 1          | 93     | 8      |
| Sophie Ainsworth Charlotte Dobson | 49er FX         | 81            | 7             | 20         | 70         | 101    | 8      |
| Saskia Clark Hannah Mills         | 470er           | 28            | 1             | 16         | 8          | 44     | Gold   |
| Männer                            |                 |               |               |            |            |        |        |
| Nick Dempsey                      | Windsurfen RS:X | 44            | 2             | 8          | 4          | 52     | Silber |
| Nick Thompson                     | Laser           | 87            | 6             | 16         | 8          | 103    | 6      |
| Giles Scott                       | Finn Dinghy     | 32            | 1             | 4          | 2          | 36     | Gold   |
| Chris Grube Luke Patience         | 470er           | 69            | 6             | 6          | 3          | 75     | 5      |
| Dylan Fletcher Alain Sign         | 49er            | 80            | 4             | 20         | 10         | 100    | 6      |
| Mixed                             |                 |               |               |            |            |        |        |
| Ben Saxton Nicola Groves          | Nacra 17        | 91            | 8             | 18         | 9          | 109    | 9      |

### Schießen
| Athleten          | Wettbewerb                               | Qualifikation   | Qualifikation | Halbfinale      | Halbfinale    | Finale          | Finale        | Ringe/ Scheiben | Rang   |
| Athleten          | Wettbewerb                               | Ringe/ Scheiben | Rang          | Ringe/ Scheiben | Rang          | Ringe/ Scheiben | Rang          | Ringe/ Scheiben | Rang   |
| ----------------- | ---------------------------------------- | --------------- | ------------- | --------------- | ------------- | --------------- | ------------- | --------------- | ------ |
| Frauen            |                                          |                 |               |                 |               |                 |               |                 |        |
| Jennifer McIntosh | Luftgewehr 10 Meter                      | 414,7           | 15            | ausgeschieden   | ausgeschieden | ausgeschieden   | ausgeschieden | 414,7           | 15     |
| Jennifer McIntosh | Kleinkaliber Dreistellungskampf 50 Meter | 578             | 18            | ausgeschieden   | ausgeschieden | ausgeschieden   | ausgeschieden | 578             | 18     |
| Elena Allen       | Skeet                                    | 64              | 14            | ausgeschieden   | ausgeschieden | ausgeschieden   | ausgeschieden | 64              | 14     |
| Amber Hill        | Skeet                                    | 70              | 5             | 13              | 6             | ausgeschieden   | ausgeschieden | 83              | 6      |
| Männer            |                                          |                 |               |                 |               |                 |               |                 |        |
| Edward Ling       | Trap                                     | 120             | 2             | 12 (+3)         | 4             | 13              | 3             | 148             | Bronze |
| Tim Kneale        | Doppeltrap                               | 139             | 3             | 26 (+2)         | 3             | 28              | 4             | 195             | 4      |
| Steven Scott      | Doppeltrap                               | 138             | 4             | 26 (+2)         | 3             | 30              | 3             | 196             | Bronze |

### Schwimmen
| Athleten                                                                                               | Wettbewerb                 | Vorlauf      | Vorlauf | Halbfinale    | Halbfinale    | Finale          | Finale          | Rang   |
| Athleten                                                                                               | Wettbewerb                 | Zeit         | Rang    | Zeit          | Rang          | Zeit            | Rang            | Rang   |
| --- | -------------------------- | ------------ | ------- | ------------- | ------------- | --------------- | --------------- | ------ |
| Frauen                                                                                                 |                            |              |         |               |               |                 |                 |        |
| Francesca Halsall                                                                                      | 50 m Freistil              | 24,26 s      | 2       | 24,41 s       | 4             | 24,13 s         | 4               | 4      |
| Ellie Faulkner                                                                                         | 200 m Freistil             | 2:00,51 min  | 32      | ausgeschieden | ausgeschieden | ausgeschieden   | ausgeschieden   | 32     |
| Georgia Coates                                                                                         | 200 m Freistil             | 1:59,33 min  | 27      | ausgeschieden | ausgeschieden | ausgeschieden   | ausgeschieden   | 27     |
| Jazmin Carlin                                                                                          | 400 m Freistil             | 4:02,83 min  | 2       | –             | –             | 4:01,23 min     | 2               | Silber |
| Jazmin Carlin                                                                                          | 800 m Freistil             | 8:19,67 min  | 3       | –             | –             | 8:16,17 min     | 2               | Silber |
| Camilla Hattersley                                                                                     | 800 m Freistil             | 8:33,65 min  | 15      | –             | –             | ausgeschieden   | ausgeschieden   | 15     |
| Aimee Willmott                                                                                         | 200 m Schmetterling        | 2:09,71 min  | 19      | ausgeschieden | ausgeschieden | ausgeschieden   | ausgeschieden   | 19     |
| Molly Renshaw                                                                                          | 100 m Brust                | 1:07,92 min  | 23      | ausgeschieden | ausgeschieden | ausgeschieden   | ausgeschieden   | 23     |
| Chloé Tutton                                                                                           | 100 m Brust                | 1:06,88 min  | 12      | 1:07,29 min   | 13            | ausgeschieden   | ausgeschieden   | 13     |
| Molly Renshaw                                                                                          | 200 m Brust                | 2:23,37 min  | 5       | 2:22,33 min   | 3             | 2:22,72 min     | 6               | 6      |
| Chloé Tutton                                                                                           | 200 m Brust                | 2:23,34 min  | 4       | 2:22,71 min   | 7             | 2:22,34 min     | 4               | 4      |
| Georgia Davies                                                                                         | 100 m Rücken               | 59,86 s      | 7       | 59,85 s       | 10            | ausgeschieden   | ausgeschieden   | 10     |
| Hannah Miley                                                                                           | 200 m Lagen                | 2:11,84 min  | 12      | 2:12,15 min   | 12            | ausgeschieden   | ausgeschieden   | 12     |
| Siobhan-Marie O’Connor                                                                                 | 200 m Lagen                | 2:08,44 min  | 2       | 2:07,57 min   | 1             | 2:06,88 min     | 2               | Silber |
| Hannah Miley                                                                                           | 400 m Lagen                | 4:33,74 min  | 5       | –             | –             | 4:32,54 min     | 4               | 4      |
| Aimee Willmott                                                                                         | 400 m Lagen                | 4:34,08 min  | 6       | –             | –             | 4:35,04 min     | 7               | 7      |
| Siobhan-Marie O’Connor Georgia Coates Hannah Miley Camilla Hattersley                                  | 4 × 200 m Freistil Staffel | 7:54,17 min  | 9       | –             | –             | ausgeschieden   | ausgeschieden   | 9      |
| Georgia Davies Chloé Tutton Siobhan-Marie O’Connor Francesca Halsall (Finale) Georgia Coates (Vorlauf) | 4 × 100 m Lagen Staffel    | 3:59,34 min  | 8       | –             | –             | 3:56,96 min     | 7               | 7      |
| Keri-Anne Payne                                                                                        | 10 km Freiwasser           | –            | –       | –             | –             | 1:57:23,9 h     | 7               | 7      |
| Männer                                                                                                 |                            |              |         |               |               |                 |                 |        |
| Benjamin Proud                                                                                         | 50 m Freistil              | 21,83 s      | 7       | 21,54 s       | 5             | 21,68 s         | 4               | 4      |
| Benjamin Proud                                                                                         | 100 m Freistil             | 49,14 s      | 29      | ausgeschieden | ausgeschieden | ausgeschieden   | ausgeschieden   | 29     |
| Duncan Scott                                                                                           | 100 m Freistil             | 48,01 s      | 3       | 48,20 s       | 7             | 48,01 s         | 5               | 5      |
| James Guy                                                                                              | 200 m Freistil             | 1:46,13 min  | 5       | 1:46,23 min   | 8             | 1:45,49 min     | 4               | 4      |
| Cameron Kurle                                                                                          | 200 m Freistil             | 1:49,08 min  | 35      | ausgeschieden | ausgeschieden | ausgeschieden   | ausgeschieden   | 35     |
| James Guy                                                                                              | 400 m Freistil             | 3:45,31 min  | 6       | –             | –             | 3:44,68 min     | 6               | 6      |
| Stephen Milne                                                                                          | 400 m Freistil             | 3:46,00 min  | 13      | –             | –             | ausgeschieden   | ausgeschieden   | 13     |
| Stephen Milne                                                                                          | 1500 m Freistil            | 14:57,23 min | 10      | –             | –             | ausgeschieden   | ausgeschieden   | 10     |
| Tim Shuttleworth                                                                                       | 1500 m Freistil            | 15:13,01 min | 27      | –             | –             | ausgeschieden   | ausgeschieden   | 27     |
| James Guy                                                                                              | 100 m Schmetterling        | 51,78 s      | 8       | 52,10 s       | 14            | ausgeschieden   | ausgeschieden   | 14     |
| Ross Murdoch                                                                                           | 100 m Brust                | 59,47 s      | 9       | 1:00,05 min   | 11            | ausgeschieden   | ausgeschieden   | 11     |
| Adam Peaty                                                                                             | 100 m Brust                | 57,55 s      | 1       | 57,62 s       | 1             | 57,13 s         | 1               | Gold   |
| Craig Benson                                                                                           | 200 m Brust                | 2:11,19 min  | 15      | 2:10,93 min   | 13            | ausgeschieden   | ausgeschieden   | 13     |
| Andrew Willis                                                                                          | 200 m Brust                | 2:08,92 min  | 3       | 2:07,73 min   | 2             | 2:07,78 min     | 4               | 4      |
| Chris Walker-Hebborn                                                                                   | 100 m Rücken               | 53,54 s      | 10      | 53,75 s       | 11            | ausgeschieden   | ausgeschieden   | 11     |
| Ieuan Lloyd                                                                                            | 200 m Lagen                | 1:59,74 min  | 15      | 1:59,49 min   | 10            | ausgeschieden   | ausgeschieden   | 10     |
| Dan Wallace                                                                                            | 200 m Lagen                | 1:59,44 min  | 11      | 1:57,97 min   | 5             | 1:58,54 min     | 8               | 8      |
| Max Litchfield                                                                                         | 400 m Lagen                | 4:11,95 min  | 5       | –             | –             | 4:11,62 min     | 4               | 4      |
| Stephen Milne Duncan Scott Dan Wallace James Guy (Finale) Robert Renwick (Vorlauf)                     | 4 × 200 m Freistil Staffel | 7:06,31 min  | 1       | –             | –             | 7:03,13 min     | 2               | Silber |
| Chris Walker-Hebborn Adam Peaty James Guy Duncan Scott                                                 | 4 × 100 m Lagen Staffel    | 3:30,47 min  | 1       | –             | –             | 3:29,24 min     | 2               | Silber |
| Jack Burnell                                                                                           | 10 km Freiwasser           | –            | –       | –             | –             | disqualifiziert | disqualifiziert | –      |

### Synchronschwimmen
| Athletinnen                 | Wettbewerb | Qualifikation     | Qualifikation     | Qualifikation  | Qualifikation  | Qualifikation | Qualifikation | Finale         | Finale         | Finale           | Finale           |
| Athletinnen                 | Wettbewerb | Technische Kür TK | Technische Kür TK | Freie Kür FK-Q | Freie Kür FK-Q | Gesamt        | Gesamt        | Freie Kür FK-F | Freie Kür FK-F | Gesamt TK + FK-F | Gesamt TK + FK-F |
| Athletinnen                 | Wettbewerb | Punkte            | Rang              | Punkte         | Rang           | Punkte        | Rang          | Punkte         | Rang           | Punkte           | Rang             |
| --------------------------- | ---------- | ----------------- | ----------------- | -------------- | -------------- | ------------- | ------------- | -------------- | -------------- | ---------------- | ---------------- |
| Frauen                      |            |                   |                   |                |                |               |               |                |                |                  |                  |
| Katie Clark Olivia Federici | Duett      | 79,9667           | 18                | 80,7650        | 17             | 160,7317      | 17            | ausgeschieden  | ausgeschieden  | ausgeschieden    | ausgeschieden    |

### Taekwondo
| Athleten        | Wettbewerb        | Achtelfinale      | Achtelfinale | Viertelfinale   | Viertelfinale | Hoffnungsrunde Halbfinale | Hoffnungsrunde Halbfinale | Halbfinale       | Halbfinale | Hoffnungsrunde Finale | Hoffnungsrunde Finale | Finale              | Finale        | Rang   |
| Athleten        | Wettbewerb        | Gegner            | Ergebnis     | Gegner          | Ergebnis      | Gegner                    | Ergebnis                  | Gegner           | Ergebnis   | Gegner                | Ergebnis              | Gegner              | Ergebnis      | Rang   |
| --------------- | ----------------- | ----------------- | ------------ | --------------- | ------------- | ------------------------- | ------------------------- | ---------------- | ---------- | --------------------- | --------------------- | ------------------- | ------------- | ------ |
| Frauen          |                   |                   |              |                 |               |                           |                           |                  |            |                       |                       |                     |               |        |
| Jade Jones      | Klasse bis 57 kg  | Naima Bakkal      | 12:4         | Raheleh Asemani | 7:2           | –                         | –                         | Nikita Glasnović | 9:4        | –                     | –                     | Eva Calvo           | 16:7          | Gold   |
| Bianca Walkden  | Klasse über 67 kg | Samantha Kassmann | 14:1         | Milica Mandić   | 5:0           | –                         | –                         | Zheng Shuyin     | 1:4        | Wiam Dislam           | 7:1                   | ausgeschieden       | ausgeschieden | Bronze |
| Männer          |                   |                   |              |                 |               |                           |                           |                  |            |                       |                       |                     |               |        |
| Lutalo Muhammad | Klasse bis 80 kg  | Hayder Shkara     | 14:0         | Steven López    | 9:2           | –                         | –                         | Milad Beigi      | 12:7       | –                     | –                     | Cheick Sallah Cissé | 6:8           | Silber |
| Mahama Cho      | Klasse über 80 kg | Anthony Obame     | 12:6         | Sajjad Mardani  | 4:3           | –                         | –                         | Radik İsayev     | 1:4        | Maicon de Andrade     | 4:5                   | ausgeschieden       | ausgeschieden | 4      |

### Tischtennis
| Athleten                                 | Wettbewerb | 1. Runde   | 1. Runde | 2. Runde               | 2. Runde | 3. Runde       | 3. Runde | Achtelfinale   | Achtelfinale | Viertelfinale      | Viertelfinale | Halbfinale    | Halbfinale    | Finale        | Finale        | Rang          |
| Athleten                                 | Wettbewerb | Gegner     | Ergebnis | Gegner                 | Ergebnis | Gegner         | Ergebnis | Gegner         | Ergebnis     | Gegner             | Ergebnis      | Gegner        | Ergebnis      | Gegner        | Ergebnis      | Rang          |
| ---------------------------------------- | ---------- | ---------- | -------- | ---------------------- | -------- | -------------- | -------- | -------------- | ------------ | ------------------ | ------------- | ------------- | ------------- | ------------- | ------------- | ------------- |
| Männer                                   |            |            |          |                        |          |                |          |                |              |                    |               |               |               |               |               |               |
| Paul Drinkhall                           | Einzel     | Freilos    | Freilos  | Aleksandar Karakašević | 4:1      | Gao Ning       | 4:3      | Andrej Gaćina  | 4:2          | Uladsimir Samsonau | 2:4           | ausgeschieden | ausgeschieden | ausgeschieden | ausgeschieden | 9             |
| Liam Pitchford                           | Einzel     | Freilos    | Freilos  | Freilos                | Freilos  | Zohid Kenjayev | 4:1      | Jung Young-sik | 1:4          | ausgeschieden      | ausgeschieden | ausgeschieden | ausgeschieden | ausgeschieden | ausgeschieden | 17            |
| Paul Drinkhall Liam Pitchford Sam Walker | Mannschaft | Frankreich | 3:2      | –                      | –        | –              | –        | –              | –            | China              | 0:3           | ausgeschieden | ausgeschieden | ausgeschieden | ausgeschieden | ausgeschieden |

### Tennis
| Athleten                     | Wettbewerb | 1. Runde                                    | 1. Runde       | 2. Runde        | 2. Runde      | Achtelfinale                      | Achtelfinale  | Viertelfinale             | Viertelfinale  | Halbfinale    | Halbfinale    | Finale                | Finale                  |
| Athleten                     | Wettbewerb | Gegner                                      | Ergebnis       | Gegner          | Ergebnis      | Gegner                            | Ergebnis      | Gegner                    | Ergebnis       | Gegner        | Ergebnis      | Gegner                | Ergebnis                |
| ---------------------------- | ---------- | ------------------------------------------- | -------------- | --------------- | ------------- | --------------------------------- | ------------- | ------------------------- | -------------- | ------------- | ------------- | --------------------- | ----------------------- |
| Frauen                       |            |                                             |                |                 |               |                                   |               |                           |                |               |               |                       |                         |
| Johanna Konta                | Einzel     | Stephanie Vogt                              | 6:3, 6:1       | Caroline Garcia | 6:2, 6:3      | Swetlana Kusnezowa                | 3:6, 7:5, 7:5 | Angelique Kerber          | 1:6, 2:6       | ausgeschieden | ausgeschieden | ausgeschieden         | ausgeschieden           |
| Heather Watson               | Einzel     | Peng Shuai                                  | 6:4, 6:75, 6:3 | Elina Switolina | 3:6, 6:1, 3:6 | ausgeschieden                     | ausgeschieden | ausgeschieden             | ausgeschieden  | ausgeschieden | ausgeschieden | ausgeschieden         | ausgeschieden           |
| Johanna Konta Heather Watson | Doppel     | Jelena Janković Aleksandra Krunić           | 6:2, 6:1       | –               | –             | Chan Hao-ching Chan Yung-jan      | 6:3, 0:6, 4:6 | ausgeschieden             | ausgeschieden  | ausgeschieden | ausgeschieden | ausgeschieden         | ausgeschieden           |
| Männer                       |            |                                             |                |                 |               |                                   |               |                           |                |               |               |                       |                         |
| Andy Murray                  | Einzel     | Viktor Troicki                              | 6:3, 6:2       | Juan Mónaco     | 6:3, 6:1      | Fabio Fognini                     | 6:1, 2:6, 6:3 | Steve Johnson             | 6:0, 4:6, 7:62 | Kei Nishikori | 6:1, 6:4      | Juan Martín del Potro | 7:5, 4:6, 6:2, 7:5 Gold |
| Kyle Edmund                  | Einzel     | Jordan Thompson                             | 6:4, 6:2       | Taro Daniel     | 4:6, 5:7      | ausgeschieden                     | ausgeschieden | ausgeschieden             | ausgeschieden  | ausgeschieden | ausgeschieden | ausgeschieden         | ausgeschieden           |
| Andy Murray Jamie Murray     | Doppel     | Thomaz Bellucci André Sá                    | 6:76, 6:714    | –               | –             | ausgeschieden                     | ausgeschieden | ausgeschieden             | ausgeschieden  | ausgeschieden | ausgeschieden | ausgeschieden         | ausgeschieden           |
| Colin Fleming Dominic Inglot | Doppel     | Santiago González Miguel Ángel Reyes Varela | 0:6, 3:6       | –               | –             | ausgeschieden                     | ausgeschieden | ausgeschieden             | ausgeschieden  | ausgeschieden | ausgeschieden | ausgeschieden         | ausgeschieden           |
| Mixed                        |            |                                             |                |                 |               |                                   |               |                           |                |               |               |                       |                         |
| Johanna Konta Jamie Murray   | Doppel     | –                                           | –              | –               | –             | Bethanie Mattek-Sands Jack Sock   | 4:6, 3:6      | ausgeschieden             | ausgeschieden  | ausgeschieden | ausgeschieden | ausgeschieden         | ausgeschieden           |
| Heather Watson Andy Murray   | Doppel     | –                                           | –              | –               | –             | Carla Suárez Navarro David Ferrer | 6:3, 6:3      | Sania Mirza Rohan Bopanna | 4:6, 4:6       | ausgeschieden | ausgeschieden | ausgeschieden         | ausgeschieden           |

### Triathlon
| Athleten          | Wettbewerb | Zeit          | Rang          |
| ----------------- | ---------- | ------------- | ------------- |
| Frauen            |            |               |               |
| Non Stanford      | Einzel     | 1:57:04 h     | 4             |
| Vicky Holland     | Einzel     | 1:57:01 h     | Bronze        |
| Helen Jenkins     | Einzel     | 2:01:07 h     | 19            |
| Männer            |            |               |               |
| Alistair Brownlee | Einzel     | 1:45:01 h     | Gold          |
| Jonathan Brownlee | Einzel     | 1:45:07 h     | Silber        |
| Gordon Benson     | Einzel     | nicht beendet | nicht beendet |

### Turnen

#### Gerätturnen
| Athleten                                                               | Wettbewerb           | Qualifikation | Qualifikation | Finale  | Finale | Rang   |
| Athleten                                                               | Wettbewerb           | Punkte        | Rang          | Punkte  | Rang   | Rang   |
| ---------------------------------------------------------------------- | -------------------- | ------------- | ------------- | ------- | ------ | ------ |
| Frauen                                                                 |                      |               |               |         |        |        |
| Amy Tinkler                                                            | Boden                | 14,600        | 7             | 14,933  | 3      | Bronze |
| Ellie Downie                                                           | Mehrkampf Einzel     | 56,466        | 24            | 56,883  | 13     | 13     |
| Ellie Downie Rebecca Downie Claudia Fragapane Ruby Harrold Amy Tinkler | Mehrkampf Mannschaft | 174,064       | 4             | 174,362 | 5      | 5      |
| Männer                                                                 |                      |               |               |         |        |        |
| Kristian Thomas                                                        | Boden                | 15,233        | 7             | 15,058  | 7      | 7      |
| Max Whitlock                                                           | Boden                | 15,500        | 4             | 15,633  | 1      | Gold   |
| Louis Smith                                                            | Pauschenpferd        | 15,700        | 2             | 15,833  | 2      | Silber |
| Max Whitlock                                                           | Pauschenpferd        | 15,800        | 1             | 15,966  | 1      | Gold   |
| Nile Wilson                                                            | Reck                 | 15,500        | 2             | 15,466  | 3      | Bronze |
| Max Whitlock                                                           | Mehrkampf Einzel     | 88,232        | 12            | 90,641  | 3      | Bronze |
| Nile Wilson                                                            | Mehrkampf Einzel     | 89,240        | 5             | 89,565  | 8      | 8      |
| Brinn Bevan Louis Smith Kristian Thomas Max Whitlock Nile Wilson       | Mehrkampf Mannschaft | 268,670       | 3             | 269,752 | 4      | 4      |

#### Trampolinturnen
| Athleten           | Wettbewerb | Qualifikation | Qualifikation | Finale        | Finale        | Rang   |
| Athleten           | Wettbewerb | Punkte        | Rang          | Punkte        | Rang          | Rang   |
| ------------------ | ---------- | ------------- | ------------- | ------------- | ------------- | ------ |
| Frauen             |            |               |               |               |               |        |
| Katherine Driscoll | Einzel     | 100,295       | 5             | 53,645        | 6             | 6      |
| Bryony Page        | Einzel     | 100,075       | 7             | 56,040        | 2             | Silber |
| Männer             |            |               |               |               |               |        |
| Nathan Bailey      | Einzel     | 106,795       | 9             | ausgeschieden | ausgeschieden | 9      |

### Wasserspringen
| Athleten                        | Wettbewerb            | Vorkampf | Vorkampf | Halbfinale    | Halbfinale    | Finale        | Finale        | Rang   |
| Athleten                        | Wettbewerb            | Punkte   | Rang     | Punkte        | Rang          | Punkte        | Rang          | Rang   |
| ------------------------------- | --------------------- | -------- | -------- | ------------- | ------------- | ------------- | ------------- | ------ |
| Frauen                          |                       |          |          |               |               |               |               |        |
| Rebecca Gallantree              | Kunstspringen 3 m     | 286,65   | 20       | ausgeschieden | ausgeschieden | ausgeschieden | ausgeschieden | 20     |
| Grace Reid                      | Kunstspringen 3 m     | 304,95   | 14       | 314,25        | 11            | 318,60        | 8             | 8      |
| Sarah Barrow                    | Turmspringen 10 m     | 277,40   | 23       | ausgeschieden | ausgeschieden | ausgeschieden | ausgeschieden | 23     |
| Tonia Couch                     | Turmspringen 10 m     | 332,80   | 5        | 318,00        | 10            | 323,70        | 12            | 12     |
| Alicia Blagg Rebecca Gallantree | Synchronspringen 3 m  | –        | –        | –             | –             | 292,83        | 6             | 6      |
| Tonia Couch Lois Toulson        | Synchronspringen 10 m | –        | –        | –             | –             | 319,44        | 5             | 5      |
| Männer                          |                       |          |          |               |               |               |               |        |
| Jack Laugher                    | Kunstspringen 3 m     | 439,95   | 7        | 389,40        | 12            | 523,85        | 2             | Silber |
| Freddie Woodward                | Kunstspringen 3 m     | 388,15   | 19       | ausgeschieden | ausgeschieden | ausgeschieden | ausgeschieden | 19     |
| Tom Daley                       | Turmspringen 10 m     | 571,85   | 1        | 403,25        | 18            | ausgeschieden | ausgeschieden | 18     |
| Jack Laugher Christopher Mears  | Synchronspringen 3 m  | –        | –        | –             | –             | 454,32        | 1             | Gold   |
| Tom Daley Daniel Goodfellow     | Synchronspringen 10 m | –        | –        | –             | –             | 444,45        | 3             | Bronze |